# Какаміґахара

35°23′56″ пн. ш. 136°50′55″ сх. д. / 35.39889° пн. ш. 136.84861° сх. д.
Какаміґаха́ра (яп. 各務原市, かかみがはらし, МФА: [kakamʲigahaɾa ɕi̥]) — місто в Японії, в префектурі Ґіфу.

## Короткі відомості
Розташоване в південній частині префектури, на північному березі річки Кісо. Виникло на основі постоялого містечка раннього нового часу на Середгірському шляху. Засноване 1 квітня 1963 року шляхом об'єднання містечок Нака, Інаха, Унума, Сохара повіту Інаба. Основою економіки є харчова промисловість, машинобудування, літакобудування, комерція. Станом на 1 квітня 2009 площа міста становила 87,77 км². 

## Демографія
За даними японського перепису населення, населення Какаміґахари нещодавно зупинилося після тривалого періоду зростання. Станом на 1 липня 2011 населення міста становило 145 516 осіб.

## Міста-побратими
- Цуруґа, Японія (1989)
- Chuncheon, Південна Корея (2003)